# Lukavica (Istočno Novo Sarajevo)
Pour les articles homonymes, voir Lukavica.
Lukavica (en serbe cyrillique : Лукавица) est une localité de Bosnie-Herzégovine. Elle est située sur le territoire de la ville d'Istočno Sarajevo, dans la municipalité d'Istočno Novo Sarajevo et dans la république serbe de Bosnie. Selon les premiers résultats du recensement bosnien de 2013, elle compte 8 557 habitants.
Avant la guerre de Bosnie-Herzégovine, le village faisait entièrement partie de la municipalité de Novo Sarajevo ; après la guerre, son territoire a été partiellement rattaché à la municipalité d'Istočno Novo Sarajevo, intégrée à la ville d'Istočno Sarajevo et à la république serbe de Bosnie.

## Géographie
La localité est située au bord des rivières Tilava et Kasindolska rijeka (un affluent de la Željeznica).

## Démographie

### Évolution historique de la population dans la localité
| 1948 | 1953 | 1961 | 1971  | 1981  | 1991  | 2013  |
| ---- | ---- | ---- | ----- | ----- | ----- | ----- |
| -    | -    | 875  | 1 178 | 1 400 | 1 848 | 8 557 |

|  |